# Druhá vláda Františka Udržala
Druhá vláda Františka Udržala existovala od 7. prosince 1929 do 29. října 1932. Jednalo se o vládu tzv. široké koalice a v pořadí o 11. československou vládu období první republiky. Vláda podala 24. října 1932 demisi.

## Složení vlády
| Strana                               | Strana                                                         | Portfej                                           | Ministr          | Nástup do úřadu  | Odchod z úřadu |
| ------------------------------------ | -------------------------------------------------------------- | ------------------------------------------------- | ---------------- | ---------------- | -------------- |
|                                      | Republikánská strana zemědělského a malorolnického lidu        | Ministerský předseda                              | František Udržal | 7. prosince 1929 | 29. října 1932 |
| Ministr vnitra                       | Republikánská strana zemědělského a malorolnického lidu        | Juraj Slávik                                      | 7. prosince 1929 | 29. října 1932   |                |
| Ministr národní obrany               | Republikánská strana zemědělského a malorolnického lidu        | Karel Viškovský                                   | 7. prosince 1929 | 29. října 1932   |                |
| Ministr zemědělství                  | Republikánská strana zemědělského a malorolnického lidu        | Bohumír Bradáč                                    | 7. prosince 1929 | 29. října 1932   |                |
|                                      | Československá sociálně demokratická strana dělnická           | Ministr školství a národní osvěty                 | Ivan Dérer       | 7. prosince 1929 | 29. října 1932 |
| Ministr spravedlnosti                | Československá sociálně demokratická strana dělnická           | Alfréd Meissner                                   | 7. prosince 1929 | 29. října 1932   |                |
| Ministr pro zásobování lidu          | Československá sociálně demokratická strana dělnická           | Rudolf Bechyně                                    | 7. prosince 1929 | 29. října 1932   |                |
|                                      | Československá strana národně socialistická                    | Ministr zahraničních věcí                         | Edvard Beneš     | 7. prosince 1929 | 29. října 1932 |
| Ministr pošt a telegrafů             | Československá strana národně socialistická                    | Emil Franke                                       | 7. prosince 1929 | 29. října 1932   |                |
|                                      | Československá národní demokracie                              | Ministr financí                                   | Karel Engliš     | 7. prosince 1929 | 16. duben 1931 |
| Ministr průmyslu, obchodu a živností | Československá národní demokracie                              | Josef Matoušek                                    | 7. prosince 1929 | 29. října 1932   |                |
|                                      | Československá strana lidová                                   | Ministr veřejných prací                           | Jan Dostálek     | 7. prosince 1929 | 29. října 1932 |
| Ministr unifikací                    | Československá strana lidová                                   | Jan Šrámek                                        | 7. prosince 1929 | 29. října 1932   |                |
|                                      | Československá živnostensko-obchodnická strana středostavovská | Ministr železnic                                  | Rudolf Mlčoch    | 7. prosince 1929 | 9. duben 1932  |
|                                      | Německá sociálně demokratická strana dělnická v ČSR            | Ministr sociální péče                             | Ludwig Czech     | 7. prosince 1929 | 29. října 1932 |
|                                      | Německý svaz zemědělců a venkovských živností                  | Ministr veřejného zdravotnictví a tělesné výchovy | Franz Spina      | 7. prosince 1929 | 29. října 1932 |
|                                      | Nestraničtí ministři                                           | Ministr financí                                   | Karel Trapl      | 16. duben 1931   | 29. října 1932 |
| Ministr železnic                     | Nestraničtí ministři                                           | Josef Hůla                                        | 9. duben 1932    | 29. října 1932   |                |

### Změny ve vládě
- 16. dubna 1931 vystřídal Karla Engliše ve funkci ministra financí Karel Trapl.
- 9. dubna 1932 vystřídal Rudolfa Mlčocha ve funkci ministra železnic Josef Hůla.